# Kobylinek (Varmie-Mazurie)
Pour les articles homonymes, voir Kobylinek.
Kobylinek est un village polonais de la gmina de Prostki, dans le powiat d'Ełk, voïvodie de Varmie-Mazurie, au nord-est du pays.
Il est situé à environ 16 km au sud d'Ełk et à 124 km à l'est de la capitale régionale Olsztyn.
Sa population s'élève à 90 habitants.